# Lugar de interés científico

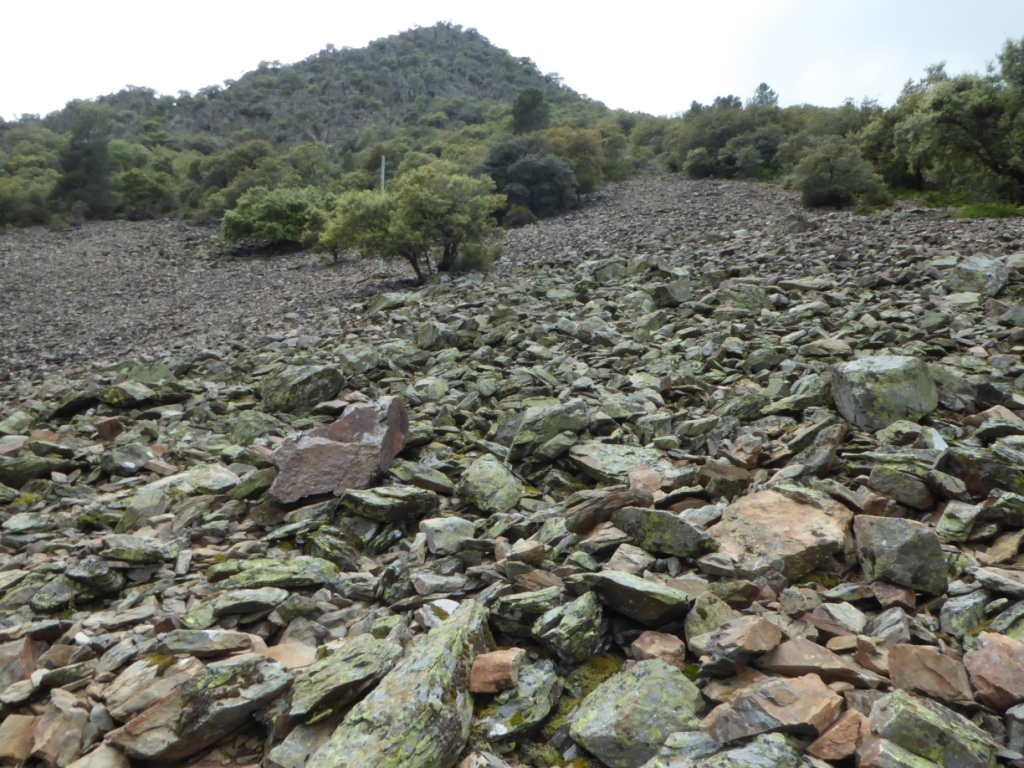
El volcán de El Gasco, en Las Hurdes, Extremadura, está declarado lugar de interés científico. Aunque siempre se ha pensado que era un volcán, ciertos estudios científicos recientes indican que podría ser el cráter de un meteorito que impactó hace más de un millón de años.

Lugar de interés científico es una figura legal utilizada en la legislación autónomica de Extremadura y las Islas Baleares para proteger espacios naturales que susciten cierto interés científico, debido, por ejemplo, a la existencia de algún elemento natural característico o el establecimiento de poblaciones animales o vegetales amenazadas de extinción y merecedoras de medidas específicas de protección.